# Iglesia de San Juan Evangelista (La Losa)
La iglesia parroquial de La Losa es un templo católico de la localidad española de La Losa, en la provincia de Segovia.

## Descripción

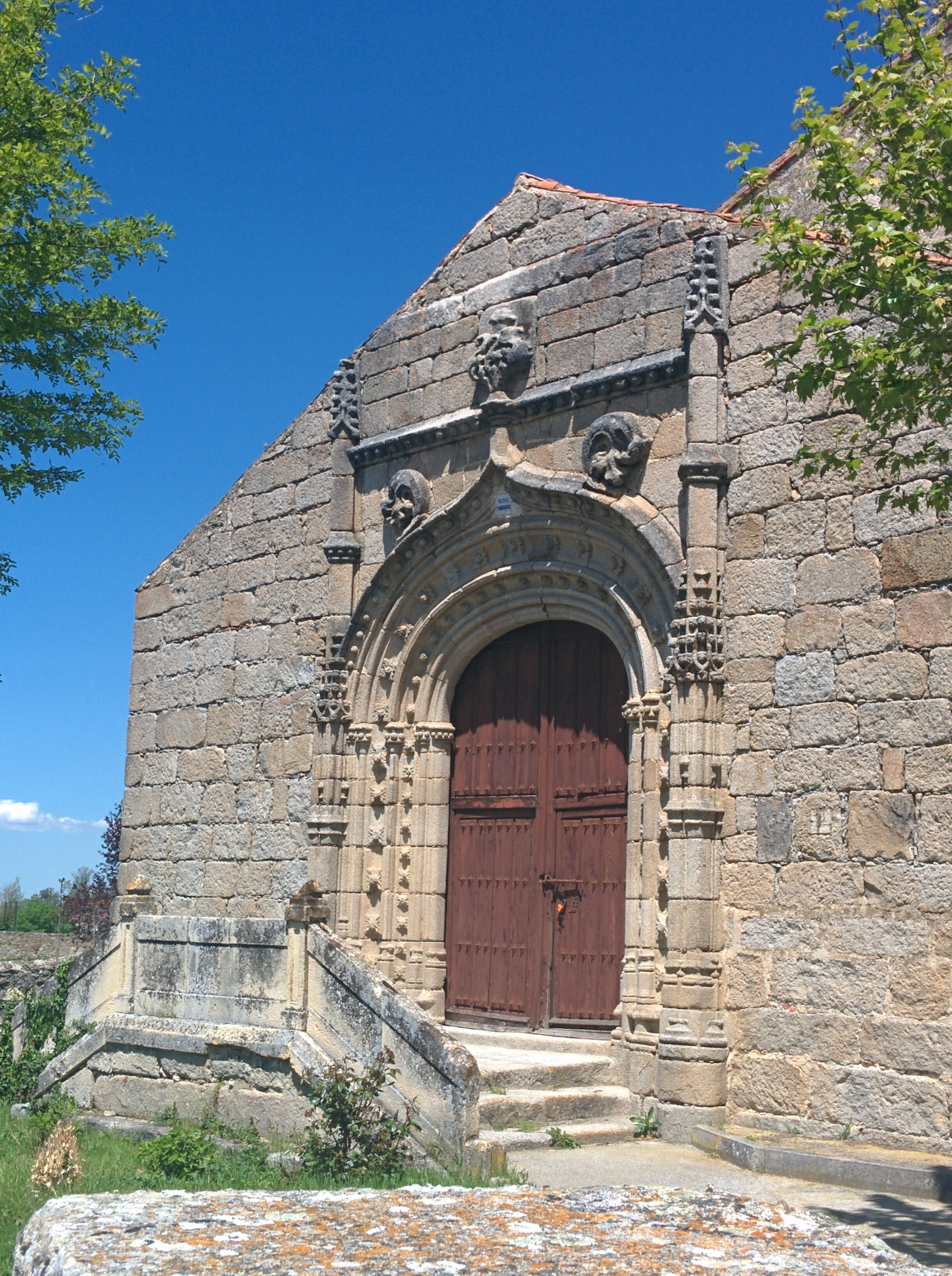
Portada

La iglesia se encuentra en el municipio segoviano de La Losa, en Castilla y León. Se trata de un templo de finales del siglo XV y principios del XVI, estilo gótico Reyes Católicos. Tiene única nave, bóveda de terceletes y torre de sencilla factura. La portada principal, con arco carpanel, enmarcada entre dos contrafuertes rematados en pináculo, que se unen a modo de chambrana, constituye uno de los elementos más notables del conjunto. Su advocación es san Juan Evangelista.
El 31 de agosto de 1995, el inmueble fue declarado Bien de Interés Cultural, con la categoría de monumento, en un decreto publicado el 6 de septiembre de ese mismo año en el Boletín Oficial de Castilla y León.